# Кушум (река)
Кушу́м (Кошим; каз. Көшім) — река в Западно-Казахстанской области.

## Гидрография
Кушум начинается как рукав реки Урал, отделяющийся от основного русла приблизительно в 2 км к северо-востоку от посёлка Круглоозёрное (ныне в подчинении администрации города Уральск). Названия участка русла от начала до восточной окраины села Кушум — протока Кушум-Канал либо Старый Шаган. Рукав отличается извилистостью и образует ряд рукавов и стариц.

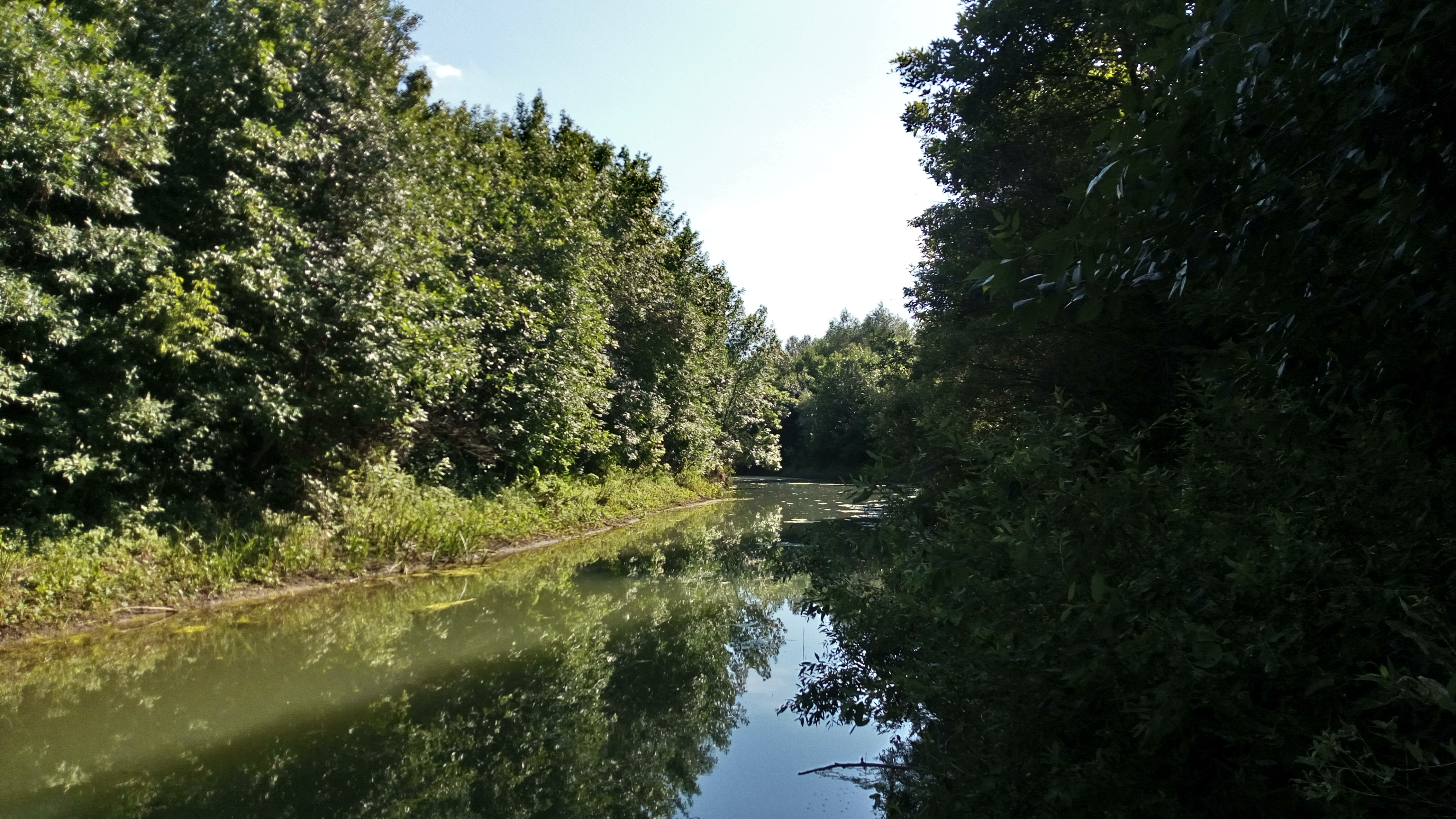
Кушумский канал

После села Кушум русло резко спрямляется и получает название Кушумский канал. Данный участок водотока заканчивается впадением в Кировское водохранилище.
Вытекая из Кировского водохранилища, река окончательно приобретает основное название Кушум. Русло вновь становится извилистым. Кушум последовательно протекает через Битикское, Донгелекское и Пятимарское водохранилища.
Проходя через озеро Тасонгар в нижнем течении, Кушум разделяется на два рукава. Основной водоток проходит через озёра Орыскопа, Шертекен и Бирказанколь и заканчивается впадением в озеро Казыбайсай. Второй рукав, именуемый Старицей Кушум, впадает в озеро Жалтырколь.
Длина русла от села Кушум до озера Бирказанколь составляет 375 км.
Левый берег в основном пологий, правый — более крутой.
Среднегодовой расход воды составляет 4,4 м³/с. Питание реки — преимущественно снеговое. Вода умеренно жёсткая и считается питьевой.

## Ихтиофауна
Благодаря мелководности Кушума его вода хорошо прогревается солнцем, что способствует высокой рыбопродуктивности. Наиболее ценные представители речной ихтиофауны — сазан и щука. Кроме того, в реке распространена более мелкая, но также представляющая промысловую ценность рыба: судак, лещ, белоглазка, голавль, густера, ёрш, краснопёрка, плотва, синец, чехонь.

## История
До 1960-х годов протока Старый Шаган, именовавшаяся Чаган, не сообщалась с Кушумом. Сам же Кушум начинался рядом с одноимённым селом. Отличалась и гидрография низовий: русло не раздваивалось, а уходило целиком в озеро Жалтырколь.
Современный вид русло Кушума приобрело в 1970-е годы после завершения гидротехнических работ. В их числе было и создание четырёх водохранилищ.

## Хозяйственное использование
Вода Кушума используется для лиманного и регулярного орошения, водоснабжения населённых пунктов, обводнения и водопоя.
Кушум подпитывает Урало-Кушумский оросительно-обводнительный массив. Между Кировским водохранилищем и озером Тасонгар от реки отходит ряд оросительных каналов.
В начале XXI века гидрологическое состояние речного бассейна существенно ухудшилось. Уровень воды в озёрах, расположенных в низовьях Кушума, сильно упал. Некоторые из них даже периодически пересыхают. В результате при промысловом лове рыбы значительно уменьшилась доля ценных пород.

## Охрана природы
В 1967 году для охраны местной фауны, которую представляют как типичные степные, так и водно-болотные виды, был создан Жалтыркольский заказник. В его состав вошли озеро Жалтырколь, а также несколько других водоёмов в бассейне реки и часть русла самого Кушума.

## Населённые пункты
На Кушуме расположены следующие населённые пункты (последовательно по течению):
- На участке под названием Кушум-Канал — Круглоозёрное, Серебряково[6], Большой Чаган, Колесово, Малый Чаган, Кушум[7].
- На основном участке — Кабыршакты, Жамбыл[2], Кызылоба, Плантация, Айтпай, Пятимар, Акбалшык, Кыркопа, Жангала[9].